# Красный террор в Симферополе
Кра́сный терро́р в Симферо́поле — красный террор, проводившийся в Симферополе в 1917—1921 годах в периоды становления и господства Советской власти. Историки выделяют два особо сильных всплеска террора: первый — зимой 1917—1918 годов, в первые месяцы после Октябрьской революции; второй — с ноября 1920 по конец 1921 годов, после окончания Гражданской войны на Юге России.

## Террор зимы 1917—1918 годов
В Симферополе располагались те силы Крыма, которые решили идти на вооружённое противостояние со сторонниками установления в Крыму советской власти — Совет народных представителей (краевое правительство), Курултай (национальный орган крымских татар) и Объединённый крымский штаб — штаб вооружённых формирований, признававших власть СНП и состоявших в основном из национальных крымскотатарских частей — «эскадронцев». Между этими институтами не было единства — часть курултаевцев стояла на позициях соглашательства с большевиками. Русское офицерство инстинктивно примыкало к Объединённому крымскому штабу, хотя и не разделяло сепаратистских устремлений курултаевцев. В офицерских отрядах номинально числилось до 2000 человек, однако в реальности службу несли лишь четыре офицерские роты по сто человек.
Попытка блокировать большевистский Севастополь с суши, предпринятая Объединённым крымским штабом в начале января 1918 года, провалилась — многократно превосходящие силы революционных матросов и красногвардейцев под командованием офицеров Толстова и Лященко (всего более 7 тысяч штыков) опрокинули заслоны «эскадронцев» и устремились к Симферополю.

### Установление советской власти в январе 1918 года
Объединённый крымский штаб рассчитывал на Симферополь как на свой оплот и крепкий тыл. Но в ночь на 13 (26) января 1918 года в городе произошло советское восстание — восстали рабочие Симферопольского авиастроительного завода А. А. Анатра и железнодорожники. Они образовали Военно-революционный комитет и стали захватывать ключевые здания, разоружая части, верные Совету народных представителей. К утру 13 (26) января 1918 года красными был взят Бахчисарай. К 5 часам дня того же дня Симферополь почти без боя перешёл в руки сторонников советской власти. 14 (27) января 1918 года в город вошли отряды севастопольцев.
В городе сразу же начались аресты и бессудные казни. Руководили террором Жан Миллер, Чистяков и Акимочкин. Офицеров и наиболее уважаемых горожан было убито более ста. Значительную их часть, собрав в тюрьме, убили прямо на её дворе (свыше шестидесяти). Были убиты почти все чины Крымского штаба, числом около пятидесяти человек, во главе с начальником штаба подполковником Макухой (в других источниках — В. В. Макухин), выданным за 50 рублей соседом-татарином. На симферопольском железнодорожном вокзале, в котором революционные отряды устроили свой опорный пункт, схваченных офицеров забивали до смерти прикладами, кололи штыками. Нескольких офицеров бросили живыми в паровозные топки. Расстреливали даже офицеров-инвалидов. Общее число жертв террора в первые дни после установления в городе советской власти доходило, согласно  данным Комиссии ВСЮР по расследованию злодеяний большевиков, до 200 человек, в то время как советские исследователи называли  даже большее число — по их данным в Симферополе всего было убито до 700 офицеров.
Были убиты секретарь кадетского губернского комитета Н. Г. Зайцев и его родственники, предприниматель и благотворитель, городской гласный, социалист, сотрудник общества «Детская помощь», председатель санитарного попечительства, жертвователь Красному кресту, участник революции 1905 года Ф. Ф. Шнейдер. Свидетель вспоминал — «потом, когда эти господа узнали обо всём, что покойный делал здесь для беднейшего населения, они явились к гробу просить у трупа убитого Шнейдера прощения». У Маслова, старика 70-и лет, провели 16 обысков. Во время последнего нашли металлическую пепельницу, изготовленную в виде двух полушарий, внешне напоминающую гранату. Зверски убит на Севастопольском шоссе с пояснением: «вишь, старый буржуй, у тебя значит бомбы!».
14 (27) января 1918 года был расстрелян отец Иоанн Углянский, священник Покровской церкви села Саблы. Убийцы ограбили его тело, сняв с трупа обручальное золотое кольцо и часы. Собрав сельских жителей, красногвардейцы запретили под страхом смерти предавать его тело земле, сказав: «Пусть его собаки съедят». Почти две недели его тело пролежало непохороненным. Разграблению и осквернению подверглись симферопольские храмы. У архиепископа Симферопольского Димитрия был произведён обыск. «Всё взламывалось и вскрывалось. В архиерейскую церковь бандиты шли с папиросами в зубах, в шапках, штыком прокололи жертвенник и престол. В храме духовного училища взломали жертвенник… Епархиальный свечной завод был разгромлен, вино выпито…Всего убытка причинили больше, чем на миллион рублей» — описывал происходившее очевидец.
Одновременно в городе проходило расхищение ценных запасов — были разграблены гарнизонные интендантские склады.

### Террор после декрета Совнаркома от 21 февраля 1918 года
К концу января 1918 года финансовая жизнь на полуострове пришла в полный упадок. Крымская казна была пуста. Рабочим, морякам флота и служащим было нечем платить заработную плату, не на что закупать продовольствие и прочее. Большевистские ревкомы, которым де-факто принадлежала власть, решили применить «контрибуции» — определённые и громадные суммы, которые в весьма ограниченный срок должны были вносить в пользу советов поименованные ими лица, отдельные социальные группы («буржуи»), целые административные единицы. Внести такую огромную сумму было физически невозможно. Тогда стали брать заложников, как гарантов исполнения контрибуции, из числа родственников тех, кто должен был её вносить. Невыполнение контрибуций послужило одним из поводов к бессудным расправам, произошедшим по всему Крыму в последней декаде февраля 1918 года. Непосредственно Симферополь был обложен контрибуцией в 10 миллионов рублей. Все частные предприятия города были национализированы, также как и домовладения «буржуазии».
Непосредственным толчком к новому витку террора послужил декрет Совета народных комиссаров «Социалистическое отечество в опасности!», от 21 февраля 1918 года в связи с началом германского наступления на разрушенном демобилизацией Русской армии Восточном фронте. Декрет возвращал смертную казнь, отменённую II съездом Советов. Причём правом бессудного расстрела наделялись красногвардейцы. Вот характерные выдержки: «6) В эти батальоны должны быть включены все трудоспособные члены буржуазного класса, мужчины и женщины, под надзором красногвардейцев; сопротивляющихся — расстреливать.… 8) Неприятельские агенты, контрреволюционные агитаторы, германские шпионы расстреливаются на месте преступления». В дополнение к общему декрету, широко растиражированному советской печатью Крыма, Черноморскому Центрофлоту пришла отдельная телеграмма от члена коллегии народного комиссариата по морским делам Ф. Ф. Раскольникова, которая предписывала «искать заговорщиков среди морских офицеров и немедленно задавить эту гидру». Декрет и телеграмма упали на подготовленную почву.
Отряд севастопольских матросов-анархистов во главе с С. Г. Шмаковым, направленный Севастопольским советом на Украину для отражения германского наступления, «по дороге», в ночь на 24 февраля 1918 года произвёл аресты «лиц, принадлежащих к буржуазному классу» и расстрелял в Симферополе 170 человек из числа лиц, «наиболее известных своей контрреволюционной деятельностью» и «буржуев, не внесших контрибуцию». Вошедшие в раж матросы даже попытались разогнать Симферопольский совет.

## Террор конца 1920—1921 годов

### Стихийный террор
Части Красной армии вошли в Симферополь 12 ноября 1920 года. Как вспоминал очевидец событий: 

Войдя в город, солдаты набрасывались на жителей, раздевали их и тут же, на улице, напяливали на себя отнятую одежду, швыряя свою изодранную солдатскую несчастному раздетому. Бывали случаи, что один и тот же гражданин по четыре раза подвергался подобному переодеванию, потому что следующий за первым солдат оказывался ещё оборваннее и соблазнялся более целой одеждой своего предшественника и т. д. Кто только мог из жителей, попрятались по подвалам и укромным местам, боясь попадаться на глаза озверелым красноармейцам… …начался грабеж винных магазинов… Вино лилось всюду, заливало подвалы и выливалось на улицы. В одном подвале в вине утонуло двое красноармейцев, а по Феодосийской улице от дома виноторговца Христофорова тёк довольно широкий ручей смеси красного и белого вина, и проходящие по улице красноармейцы черпали из него иногда даже шапками и пили вино вместе с грязью. Командиры сами выпускали вино из бочек, чтобы скорее прекратить пьянство и восстановить какой-нибудь порядок в армии. Пьянство продолжалось целую неделю, а вместе с ним и всевозможные, часто самые невероятные насилия над жителями.
В первую же неделю было расстреляно 1800 человек.

### Организованная фаза террора
После опубликования 17 ноября 1920 года Приказа № 4 Крымревкома об обязательной регистрации в трёхдневный срок иностранцев, лиц прибывших в Крым в периоды отсутствия там советской власти, офицеров, чиновников и солдат армии Врангеля, указанные категории граждан начали являться на регистрацию. Она продолжалась несколько дней. Явившихся записывали, опрашивали, задерживали и отправляли в казармы, причём обращались весьма деликатно — были разрешены свидания с родственниками женского пола (мужчин не пускали, объясняя это тем, что пришедший сможет поменяться с задержанным местами), неограниченные передачи продуктов питания, книг, одежды и прочего. Задержанные полагали, что их ждёт высылка за пределы Крыма и гадали, куда и зачем их отправят. Но на шестой день всё изменилось. Партию из примерно двухсот задержанных из казарм перевели в городскую тюрьму. Свидания с этой партией были запрещены.
На девятый день, средь бела дня, вся эта группа из двухсот офицеров была выведена пешком из тюрьмы в сопровождении конного охранения красноармейцев. Группу повели по Алуштинскому шоссе в сад Крымтаева, который располагался примерно в пяти верстах. Там их завели в дом, где всю ночь допрашивали и пытали. На рассвете их вывели в сад, разделив на пять групп. Одну группу заставили вырыть себе братскую могилу, и, поставив группу перед ней, расстреляли, при этом трупы убитых падали прямо в вырытую яму. Вторую группу заставили вырыть новую могилу, землёй из которой засыпали могилу первой группы, и так далее, пока не была казнена вся партия.
На следующий день из казарм в тюрьму была уведена новая партия офицеров, которая повторила судьбу первой партии. Через короткое время казармы, в которых первоначально разместились до тысячи офицеров, были пусты, а все задержанные казнены. Расстрелы проводились не только в саду Крымтаева, но и в иных местах, например за вокзалом.
Родственников не пускали к местам казни. Из двух татар-сторожей, которые проживали в саду Крымтаева и были свидетелями казней, один от увиденного сошёл с ума.
Исследователь Л. М. Абраменко, военный юрист, изучавший дела репрессированных в Крыму в описываемый период, хранящиеся в Киевских архивах, сообщил о расстрельных результатах одного дня — 22 ноября 1920 года — в тот день к расстрелу по групповым приговорам в Симферополе было приговорено 27, 117, 154 и 857 человек. Одно из постановлений совершенно уникально даже по крымским меркам того периода своей численностью приговорённых к смерти — по нему чрезвычайной тройкой ВЧК при РВС Южного фронта в составе председателя Манцева, членов Евдокимова и Бредиса было единовременно отправлено на смерть 857 пленных офицеров Русской армии. О казнённых известны только их имена и воинские звания: по этому списку были расстреляны 2 генерала, 54 полковника, 8 подполковников, 92 капитана, 145 поручиков, 313 подпоручиков, 27 прапорщиков, 9 фельдшеров военных лазаретов, 16 корнетов, 191 военный чиновник. В Киевских архивах сохранились данные также за 24 ноября 1920 года — в тот день в Симферополе к смерти приговорили ещё 269 человек.
Генерал И. А. Данилов, служивший в штабе 4-й армии РККА вспоминал: 

Окраины города Симферополя были полны зловония от разлагавшихся трупов расстрелянных, которых даже не закапывали в землю. Ямы за Воронцовским садом и в имении Крымтаева оранжереи были полны трупами расстрелянных, слегка присыпанных землей, а курсанты кавалерийской школы (будущие красные командиры) ездили за полторы версты от своих казарм (бывшего Конного полка) выбивать камнями золотые зубы изо рта казненных, причем эта охота давала всегда большую добычу. Общая цифра расстрелянных в одном Симферополе со дня вступления красных в Крым до 1-го апреля 1921 года доходила до 20 000…
Места проведения казней и тайных захоронений были оцеплены, но матери, жены, дети казнённых всё равно пробирались туда в попытках отыскать тела своих близких для последующего погребения, но их хватали… и тоже расстреливали. Партию таких приговоренных казнили в районе еврейского кладбища.
Так как тюрем для содержания такого огромного количества заключённых было недостаточно 8 декабря 1920 года в Симферополе был создан концлагерь, рассчитанный на 800 человек и размещавшийся по улице Пушкинской, 20. С 1 января по 1 июля 1921 года через него прошло 1929 человек арестованных и 429 человек приговорённых к принудительному труду из числа буржуазии. В первые месяцы существования лагеря условия жизни в нём были ужасны: узники подвергались систематическим издевательствам и побоям со стороны тюремной охраны, голодали и ходили в лохмотьях. Отсутствие медицинского обслуживания (лагерный лазарет имел всего 15 койко-мест) и возможности соблюдения гигиены (не было бани) создало опасность возникновения эпидемии. Все перечисленное стало причиной массовой смертности и частых побегов. Лагерь просуществовал до 15 декабря 1923 года. Кроме расстрелов власти активно практиковали и иные виды репрессий — заключение в исправительно-трудовые лагеря и высылку из Крыма.

### Оценки количества жертв
Массовые убийства в Симферополе и округе продолжались с ноября 1920 по март 1921 годов, затем их волна стала спадать, чтобы сойти почти на нет к маю 1921 года. По данным историков С. В. Волкова и Ю. Г. Фельштинского, почёрпнутым из официальных советских источников, в Симферополе было казнено около 20 000 человек.

### Некоторые жертвы
- Гаврусева, Евдокия Ивановна (1904—1920) — уроженка и жительница посёлка Ханжемо города Карасубазара, ученица. На допросе она показала, что какой-то офицер, который приехал из Севастополя, попросил её помочь найти отряд зелёных;[18]
- Иогансон, Евгений Карлович (1867—1920) — дворянин, уроженец Москвы, учёный, врач-психиатр Симферопольской психиатрической больницы. После его ареста в особый отдел обратился весь штат этой больницы и других больниц города. Прошение о смягчении наказания, которое подписали 111 человек, удовлетворено не было;[18]
- Кузьмин, Лев Григорьевич (?—1920) — председатель Крымского общества увечных воинов, осуществлявшего свою благотворительную деятельность совместно с обществом Красного Креста;[18]
- Спано, Иван Лазаревич (1874— после марта 1921) — уроженец Симферополя, священник местной православной церкви. Расстрелян за то, что посетив местный ревком с протестом против чинимых препятствий верующим в посещении церкви, угрожал советской власти «божьей карой». Ходатайствующие за своего священника прихожане церкви Иван (Иона) Лазаревич, Канаки Владимир Христофорович и Канаки Спиридон Константинович также были расстреляны;[18]

### Палачи
Особую известность приобрели Н. М. Быстрых, К. X. Данишевский, Е. Г. Евдокимов, В. Н. Манцев, А. И. Михельсон, Э. М. Удрис.